# Black Ice
Black Ice – piętnasty album studyjny hardrockowego zespołu AC/DC. Został wydany 20 października 2008 roku przez wytwórnię Columbia Records.
W Polsce album osiągnął certyfikat platynowej płyty.

## Lista utworów
Wszystkie utwory zostały napisane i skomponowane przez Angusa Younga i Malcolma Younga.
1. „Rock ’n’ Roll Train” – 4:21
2. „Skies on Fire” – 3:34
3. „Big Jack” – 3:57
4. „Anything Goes” – 3:22
5. „War Machine” – 3:09
6. „Smash 'N Grab” – 4:06
7. „Spoilin' for a Fight” – 3:17
8. „Wheels” – 3:28
9. „Decibel” – 3:34
10. „Stormy May Day” – 3:10
11. „She Likes Rock 'N' Roll” – 3:53
12. „Money Made” – 4:15
13. „Rock 'N' Roll Dream” – 4:41
14. „Rocking All The Way” – 3:22
15. „Black Ice” – 3:25

## Twórcy
- Angus Young – gitara prowadząca
- Malcolm Young – gitara rytmiczna, śpiew towarzyszący
- Brian Johnson – śpiew
- Phil Rudd – perkusja
- Cliff Williams – gitara basowa, śpiew towarzyszący

## Najwyższe zajęte miejsca
| Kraj              | Wydawca                   | Miejsce |
| ----------------- | ------------------------- | ------- |
| Argentyna         | CAPIF                     | 1       |
| Australia         | ARIA                      | 1       |
| Austria           | Music Control Europe      | 1       |
| Belgia            | Ultratop                  | 1       |
| Kanada            | Nielsen SoundScan         | 1       |
| Czechy            | IFPI                      | 1       |
| Dania             | IFPI Danmark              | 1       |
| Finlandia         | GLF                       | 1       |
| Francja           | SNEP / IFOP               | 1       |
| Niemcy            | IFPI                      | 1       |
| Grecja            | IFPI                      | 1       |
| Węgry             | Mahasz                    | 1       |
| Irlandia          | IRMA                      | 1       |
| Włochy            | FIMI                      | 1       |
| Japonia           | Oricon                    | 3       |
| Meksyk            | AMPROFON                  | 3       |
| Holandia          | MegaCharts                | 3       |
| Nowa Zelandia     | RIANZ                     | 1       |
| Norwegia          | VG-Lista                  | 1       |
| Polska            | Oficjalna Lista Sprzedaży | 1       |
| Portugalia        | AFP                       | 2       |
| Słowenia          | SLO/TOP/30                | 1       |
| Hiszpania         | PROMUSICAE                | 1       |
| Afryka Południowa | Musiek                    | 14      |
| Szwecja           | Sverigetopplistan         | 1       |
| Szwajcaria        | Media Control Europe      | 1       |
| Turcja            | Media Control Europe      | 6       |
| Wielka Brytania   | OCC                       | 1       |
| Stany Zjednoczone | Billboard 200             | 1       |